# Трновець-при-Словенській Бистриці
Трновець-при-Словенській Бистриці (словен. Trnovec pri Slovenski Bistrici) — поселення в общині Словенська Бистриця, Подравський регіон‎, Словенія.